# James Fargo
James Fargo (ur. 14 sierpnia 1938 w Republic w stanie Waszyngton) – amerykański reżyser filmowy i telewizyjny.

## Filmografia
- Strażnik prawa, znany także pod tytułem Egzekutor (1976)
- Każdy sposób jest dobry (1978)
- Karawany (1978)
- Tylko dla sępów (1979)
- Mściciel z Hongkongu (1982)
- Kosmici grają rocka (1984)
- Urodzony rajdowiec (1988)
- Urodzony motocyklista (2011)

Gościnnie reżyserował także odcinki popularnych seriali telewizyjnych; m.in.: Drużyna A, Partnerzy, Beverly Hills, 90210.